# 南方四賤客：手機毀滅者
《衰仔樂園：手機毀滅者》是一款由RedLynx開發的角色扮演遊戲。2017年9月在Android和iOS平台上發行。

## 背景設定
手機毀滅者的故事發生在《真實之杖》系列劇情之後，位於科羅拉多州洛磯山脈下的南方公園小鎮。

## 發行
《衰仔樂園：手機毀滅者》在電子娛樂展2017上宣布于2017年9月發行。